# Bataille de Sedan
Pour la bataille qui a eu lieu entre le 13 mai et le 15 mai 1940, voir Percée de Sedan.
Guerre franco-prussienne de 1870
Batailles
- Chronologie de la guerre franco-prussienne de 1870
- Sarrebruck (08-1870)
- Wissembourg (08-1870)
- Forbach-Spicheren (08-1870)
- Wœrth (08-1870)
- Bitche (08-1870)
- Phalsbourg (08-1870)
- Borny-Colombey (08-1870)
- Strasbourg (08-1870)
- Mars-la-Tour (08-1870)
- Toul (08-1870)
- Gravelotte (08-1870)
- Metz (08-1870)
- Nouart (08-1870)
- Beaumont (08-1870)
- Noisseville (08-1870)
- Sedan (08-1870)
- Montmédy (09-1870)
- Soissons (09-1870)
- Siège de Paris et chronologie du siège (09-1870)
- Nompatelize (10-1870)
- Bellevue (10-1870)
- Châtillon (10-1870
- Châteaudun (10-1870)
- Buzenval (10-1870)
- Bourget (10-1870)
- Dijon (10-1870)
- Belfort (11-1870)
- La Fère (11-1870)
- Langres (11-1870)
- Bouvet et Meteor (navale) (11-1870)
- Coulmiers (11-1870)
- Thionville (11-1870)
- Châtillon-sur-Seine (11-1870)
- Villers-Bretonneux (11-1870)
- Beaune-la-Rolande (11-1870)
- Champigny (11-1870)
- Orléans (12-1870)
- Loigny (12-1870)
- Châteauneuf (12-1870)
- Beaugency (12-1870)
- Longeau (12-1870)
- l’Hallue (12-1870)
- Siège de Péronne (1871)
- Bapaume (01-1871)
- Villersexel (01-1871)
- Le Mans (01-1871)
- Héricourt (01-1871)
- Saint-Quentin (01-1871)
- Buzenval (01-1871)

La bataille de Sedan a lieu le 1er septembre 1870, durant la guerre franco-allemande. Elle oppose l'armée française, dite l'Armée de Châlons, forte de 120 000 hommes et de 560 canons et commandée par l'empereur Napoléon III, à l'armée prussienne sous le commandement du futur Kaiser (Guillaume Ier de Prusse), forte de 200 000 hommes et de 780 canons. Il s'agit d'une victoire décisive des forces prussiennes, l'empereur ayant lui-même été fait prisonnier, mettant fin à la guerre en faveur de la Prusse et de ses alliés (la Bavière notamment), bien que le combat continuât sous la nouvelle République.
L'armée française, commandée par Napoléon III et Patrice de Mac Mahon, tente vainement de lever le siège de Metz, mais elle est interceptée par l'armée prussienne stationnée en Meuse, et défaite à la bataille de Beaumont. L'armée de la Meuse et la Troisième Armée Prussienne du Feld-Marschall Helmuth von Moltke, accompagné par le roi Guillaume de Prusse et le chancelier Otto von Bismarck, font jonction et encerclent les restes de l'armée française à Sedan. Mac Mahon avait été blessé durant les affrontements et le commandement avait été assuré par Auguste-Alexandre Ducrot.

## Prémices de la bataille de Sedan
Après les défaites subies en Alsace le 4 août 1870 à Wissembourg et à la bataille de Reichshoffen le 6 août, le maréchal de Mac-Mahon reconstitue une armée composée de quatre corps d'armée (dite armée du camp de Châlons) pour protéger Paris. L'armée du Rhin commandée par le maréchal Bazaine s'efforce aussi de rejoindre le camp de Châlons afin d'unir ses forces avec celles de Mac-Mahon. Malgré la victoire à la bataille de Mars-la-Tour au sud de Metz le 16 août, Bazaine n'exploite pas son avantage sur la IIe armée prussienne du prince Frédéric-Charles, neveu du roi de Prusse, pour lui donner le coup de grâce ou alors se replier en ordre sur Châlons. Au contraire Bazaine se laisse couper la route de retraite de Verdun et de Châlons préférant reconstituer ses forces en vivres et munitions sur le flanc ouest de la citadelle de Metz. Helmuth Karl Bernhard von Moltke, chef du grand état-major général de l'armée prussienne, profite de ce répit et renforce la IIe armée par la Ire armée du général Steinmetz et celles-ci vont à la suite de la bataille de Saint-Privat le 18 août, contraindre l'armée du Rhin à se replier sur Metz. L'action combinée des deux armées prussiennes a pour effet d'encercler celle de Bazaine dans la citadelle de Metz, le 20 août.
Le 21 août, l'armée Mac-Mahon se dirige vers Reims, le camp de Châlons est incendié pour éviter qu'il ne tombe aux mains des Allemands. À Reims, au camp de Courcelles, Mac-Mahon complète ses effectifs, réorganise son armée et se prépare à défendre la capitale. Mais il reçoit l'ordre de secourir l'armée du maréchal Bazaine assiégée à Metz par les Ire et IIe armées allemandes. Le 23 août, la régente et le conseil des ministres ordonnent à Mac-Mahon d'aller secourir Bazaine. Mais Helmuth Karl Bernhard von Moltke est renseigné de l'objectif de Mac-Mahon par la presse,.
Le chef d'état-major prussien dispose, en plus des deux armées qui assiègent Metz, de 200 000 hommes (IIIe et IVe armées), il envoie la IIIe armée à marche forcée au-devant des troupes françaises en direction de Châlons. Pour éviter les Prussiens de la IIIe armée, Mac-Mahon décide alors de remonter au nord vers le département des Ardennes pour ensuite se diriger sur Metz. Cependant le stratège français a sous-estimé l'importance des forces allemandes, leur rapidité et leur tactique d'ensemble. Car outre la IIIe armée prussienne, Von Moltke a placé la IVe armée du prince royal de Saxe sur la rive droite de la Meuse, la stratégie de Mac-Mahon paraît compromise, la route directe de Metz par Montmédy est bloquée par les troupes saxonnes. Les options pour le commandant de l'armée de Châlons sont celles-ci : soit il prend la direction de Metz, avec la perspective de se voir couper la route par les Saxons et voir aussi l'armée prussienne remonter des environs de Châlons en le prenant à revers, soit il renonce et vient défendre Paris. Il semble que Mac-Mahon tergiverse. Ses corps d'armée piétinent entre le 25 et 28 août entre le secteur de Rethel et de Vouziers. Pendant ce temps l'armée du prince royal de Prusse se dirige vers lui.
Le 27 août, Mac-Mahon décide ainsi de renoncer à sauver Bazaine. Mais à Paris la régente et le conseil des ministres lui ordonnent encore de secourir Bazaine, en lui affirmant que les troupes prussiennes sont à 48 heures de marche, alors qu'elles le talonnent. Mac-Mahon reprend l'option d'aller sur Metz et de passer la Meuse vers le secteur de Stenay, mais à force de tergiverser sous la pression des autorités et sous l'action combinée des deux armées des princes allemands, la situation de son corps d'armée se fragilise. Le corps d'armée français remonte de plus en plus au nord et risque de se voir acculer à la frontière franco-belge. En effet, l'armée de Châlons commence par être harcelée par les avant-gardes de la IIIe armée prussienne à Buzancy le 27, à Nouart et Belval-Bois-des-Dames ainsi que Stonne le 29, qui à chaque fois retarde la progression de l'armée de Châlons.
Imprécis dans sa tactique Mac-Mahon ne reçoit de sa cavalerie de reconnaissance aucun renseignement précis sur les mouvements de l’adversaire, il croit n’être poursuivi que par 60 000 à 70 000 hommes alors que 242 000 Prussiens, Bavarois, Saxons et Wurtembergeois commencent à le prendre en tenaille. Le 30 août, les troupes françaises (Ve corps) chargées de protéger le flanc droit de l'armée de Mac-Mahon sont défaites par une partie de la IVe armée allemande le 30 août 1870, à la bataille de Beaumont (au sud-est de Sedan). Poursuivi et harcelé par les IIIe et IVe armées, Mac-Mahon décide alors de se réfugier, au moins quelques jours, aux alentours de la ville de Sedan, citadelle située non loin de la frontière belge. Sedan est située sur la rive droite de la Meuse dans une gigantesque cuvette entourée de collines avec deux défilés vers Mézières (ouest) et Carignan (est), ce qui réduit fortement les possibilités de s'en échapper. Mac-Mahon a le choix entre la retraite sur Mézières, située à 20 km de Sedan, ou l'offensive en forçant le passage vers Carignan où se trouve la IVe armée du prince de Saxe pour se diriger vers Metz. Le 30 août en soirée, sous la menace de la IIIe armée du prince de Prusse, Mac-Mahon fait passer la Meuse à une partie de son armée, le 7e corps et une partie du 5e corps défait à Beaumont, à Remilly près de Sedan. Le même jour, le reste du 5e corps défait à Beaumont, le 1er et le 12e corps l'ont passée près de Mouzon. Plus de cent-mille hommes se dirigent vers Sedan, la bataille est inéluctable, l'armée du camp de Châlons va faire face à des troupes nettement supérieures en nombre car les deux armées allemandes vont faire jonction autour de Sedan.

## Les troupes en présence

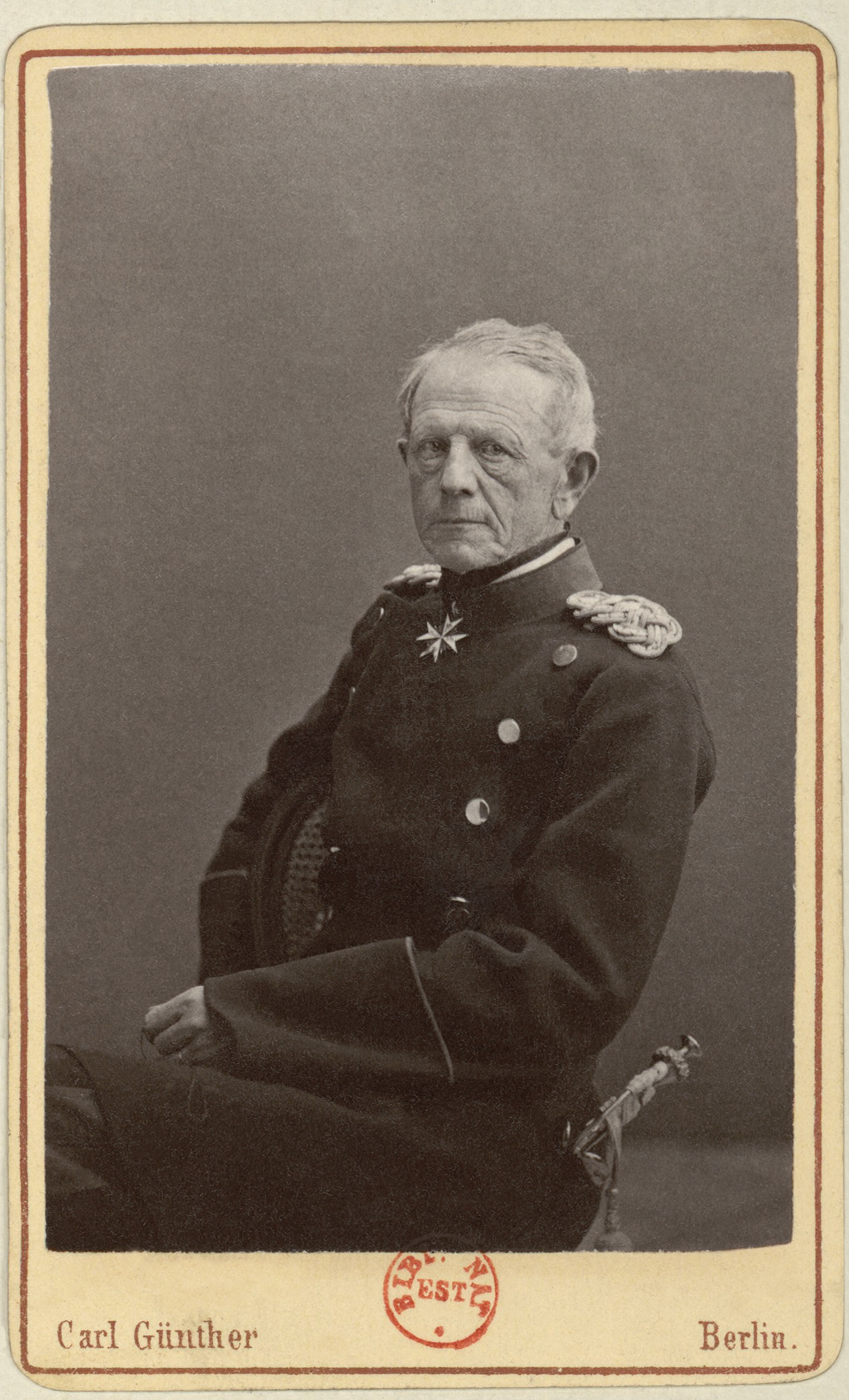
Helmuth von Moltke, chef du Grand État-Major général de l'Armée prussienne.

Les troupes françaises comptent une armée d'environ 120 000 hommes répartis en quatre corps d'armée (1er, 5e, 7e et 12e), relativement liés entre eux dans l'espace de Sedan. Le commandement des troupes françaises dépend d'abord du maréchal Mac-Mahon. Mais celui-ci est blessé dès le début de la bataille sur une colline du village de Balan, alors qu'il observait le déroulement des combats sur Bazeilles. Le général Ducrot le remplace, mais il est obligé de s'effacer devant le général de Wimpffen, plus ancien en grade et muni d'un ordre du ministre le désignant en cas d'empêchement de Mac-Mahon. Cette succession de commandants en chef est à l'origine d'ordres, de contrordres et de tergiversations sur la stratégie. Napoléon III est avec l'armée de Mac-Mahon à Sedan, mais ne se mêle pas des opérations militaires.
Les troupes de la confédération allemande (200 000 hommes) sont divisées en deux armées : la IIIe armée sous les ordres du prince héritier Frédéric-Guillaume de Prusse et la IVe armée sous les ordres du prince héritier Albert de Saxe. À von Moltke revient le commandement suprême des deux armées des États allemands coalisés. Le roi Guillaume de Prusse et son état-major ainsi que son chancelier Otto von Bismarck sont présents, ils vont assister à la bataille depuis une colline près de Frénois, un village au sud-ouest de Sedan.

## La bataille

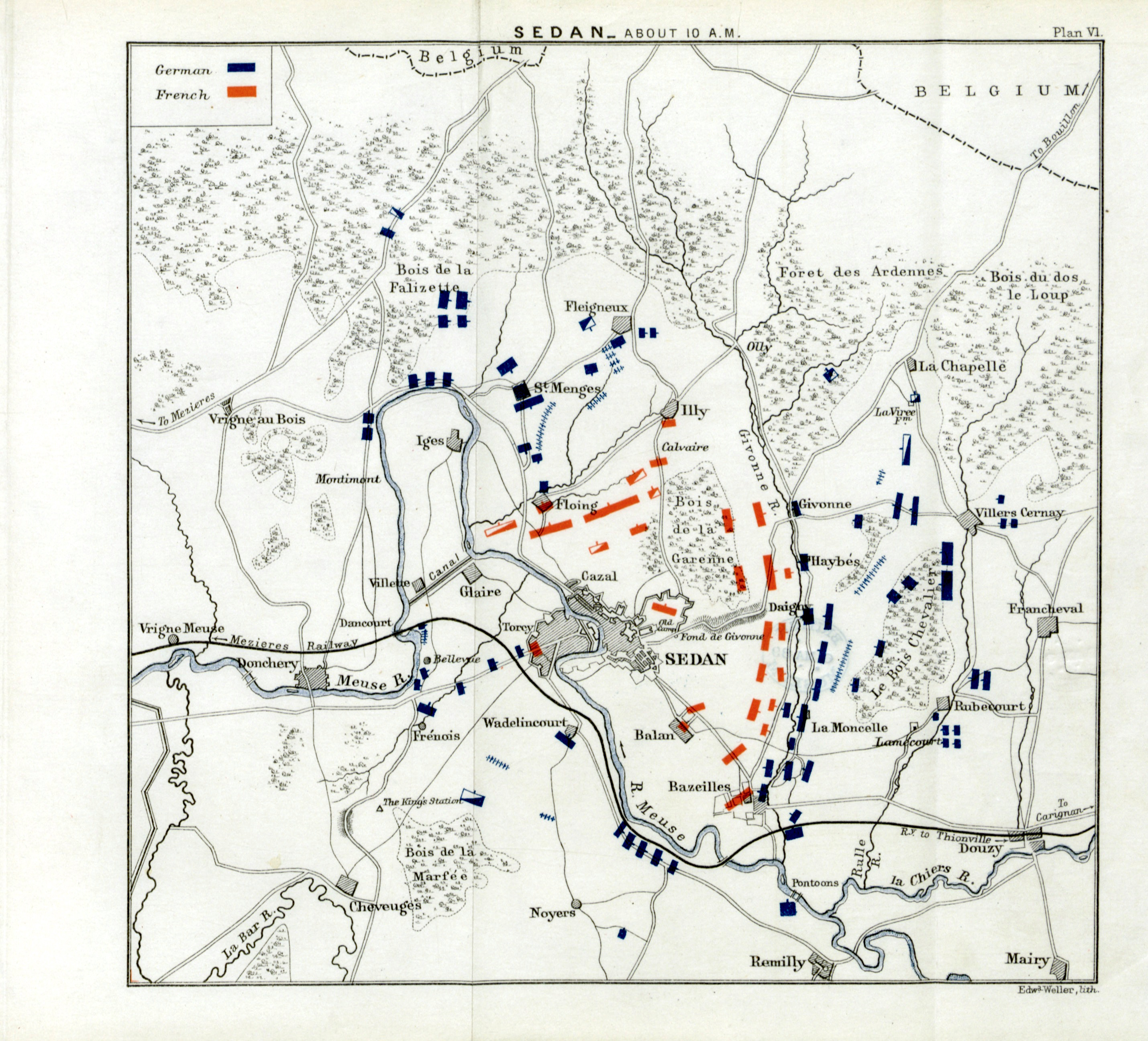
Plan de bataille

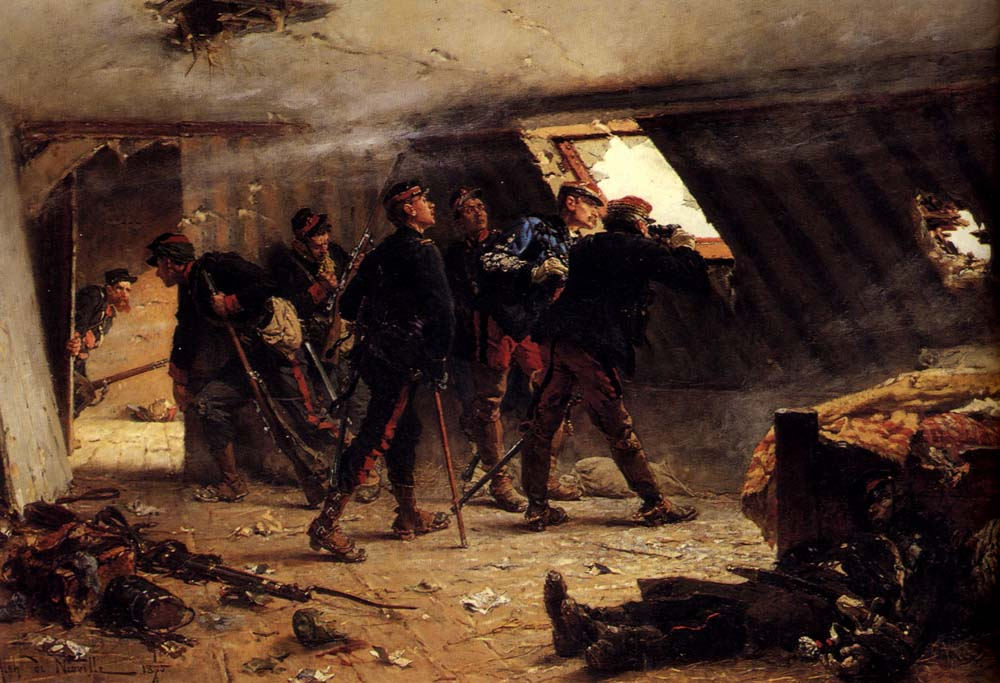
Épisode de la guerre franco-prussienne.
Tableau par Alphonse-Marie-Adolphe de Neuville.

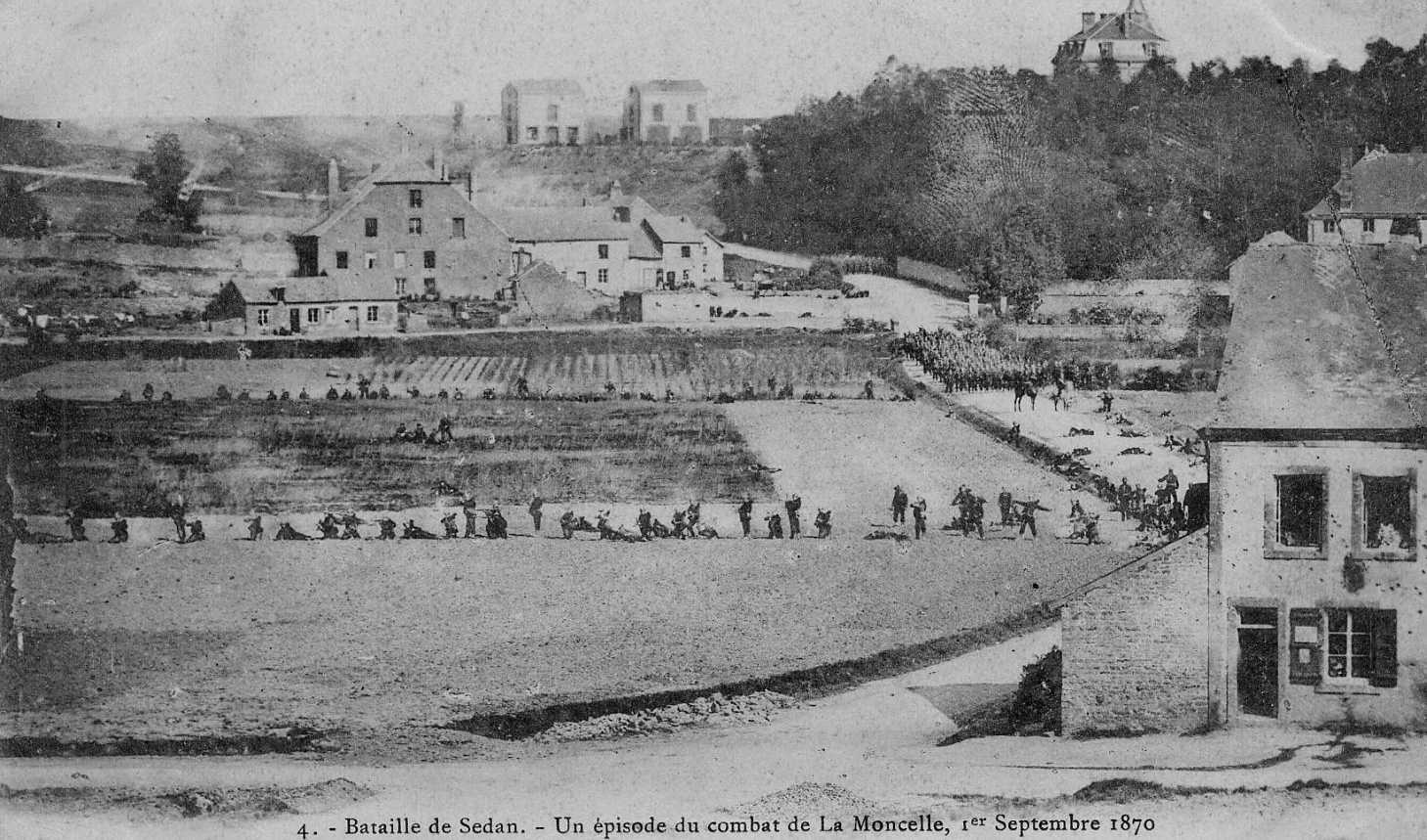
Un épisode du combat de La Moncelle le 1 septembre 1870.

Mac-Mahon décrète placidement : « Repos pour toute l'armée demain 1er septembre,. » Sans se donner la peine de couper les ponts sur la Meuse, il se borne à concentrer son armée sur une hauteur boisée, juste au nord-est de Sedan, dans le triangle Floing-Illy-Bazeilles, entre la Meuse élargie par les inondations et deux ruisseaux, le Floing et la Givonne. Les corps d'armée français se positionnent adossés à la citadelle : le 7e du général Félix Douay entre Floing et Givonne, le 1er du général Ducrot entre Givonne et la Moncelle, le 5e du général De Failly éprouvé par la bataille de Beaumont près de la citadelle de Sedan au fond de Fond-de-Givonne, enfin le 12e sur La Moncelle, Bazeilles et Balan.
L’après-midi du 31 août, les Allemands commencent à encercler Sedan ; l’armée du prince héritier de Prusse occupe Frénois et Donchéry à l’ouest ; celle du prince royal de Saxe attaque par Daigny pour déboucher sur le plateau d'Illy et le bois de la Garenne. Le général Ducrot conseille plutôt au maréchal de concentrer toutes les troupes au nord de Sedan adossé à la frontière, sur le plateau d’Illy, ce qui permettrait de filer sur Mézières si les Prussiens venaient à encercler Sedan, coupant toute possibilité de retraite. Mais très mal renseigné sur les forces prussiennes, Mac-Mahon l’écoute d’une oreille distraite : « Nous ne sommes pas ici pour nous éterniser. » L’Empereur pourrait aussi se retirer sur Mézières tant que la route est libre ; il y serait en sûreté et pourrait revenir activer la défense de Paris ou traiter de la paix avec l’ennemi.
Le 31 août 1870, une avant-garde du 4e bataillon de chasseur bavarois (IIIe armée) réussit à occuper le pont de chemin de fer de Remilly-Aillicourt avant que les troupes françaises n'aient le temps de le faire sauter. Les éléments les plus avancés du bataillon peuvent ainsi traverser la Meuse et atteindre Bazeilles, à environ 5 km au sud-est de Sedan. Les troupes de marine de la division dite bleue commandée par le général de Vassoigne reçoivent l'ordre de reprendre le village, la 2e brigade du général Martin des Pallières engage une contre-attaque, appuyée par la 1re brigade du général de Reboul. Les « marsouins » reprennent le village dès la tombée de la nuit et repoussent même les Bavarois jusqu'au pont, tant la contre-attaque est énergique. Mais sur le soir, le 1er, le 2e et le 4e corps bavarois passent le pont. La bataille de Bazeilles a coûté à la France la vie de 2 655 marsouins et bigors et à l'Allemagne celle de près de 5 000 Bavarois,.
Le 1er septembre avant l’aube, la bataille commence, les Bavarois attaquent Bazeilles. Les deux armées allemandes se déploient vers le nord, celle du prince héritier de Prusse par le flanc ouest, celle du prince de Saxe par le flanc est, pour ensuite converger vers Illy. À sept heures, Mac-Mahon, blessé à la fesse par un éclat d’obus, abandonne son commandement. Pour le remplacer, il désigne Ducrot, qui ordonne aussitôt la retraite en direction d’Illy et de Mézières. Mais le mouvement est à peine commencé que de Wimpffen, exhibant une lettre du ministre Charles Cousin-Montauban, comte de Palikao lui confiant l’intérim de Mac-Mahon en cas d’empêchement, revendique le commandement et annule les instructions de Ducrot. En trois heures, les troupes françaises auront eu trois commandants en chef, chacun avec un plan différent.

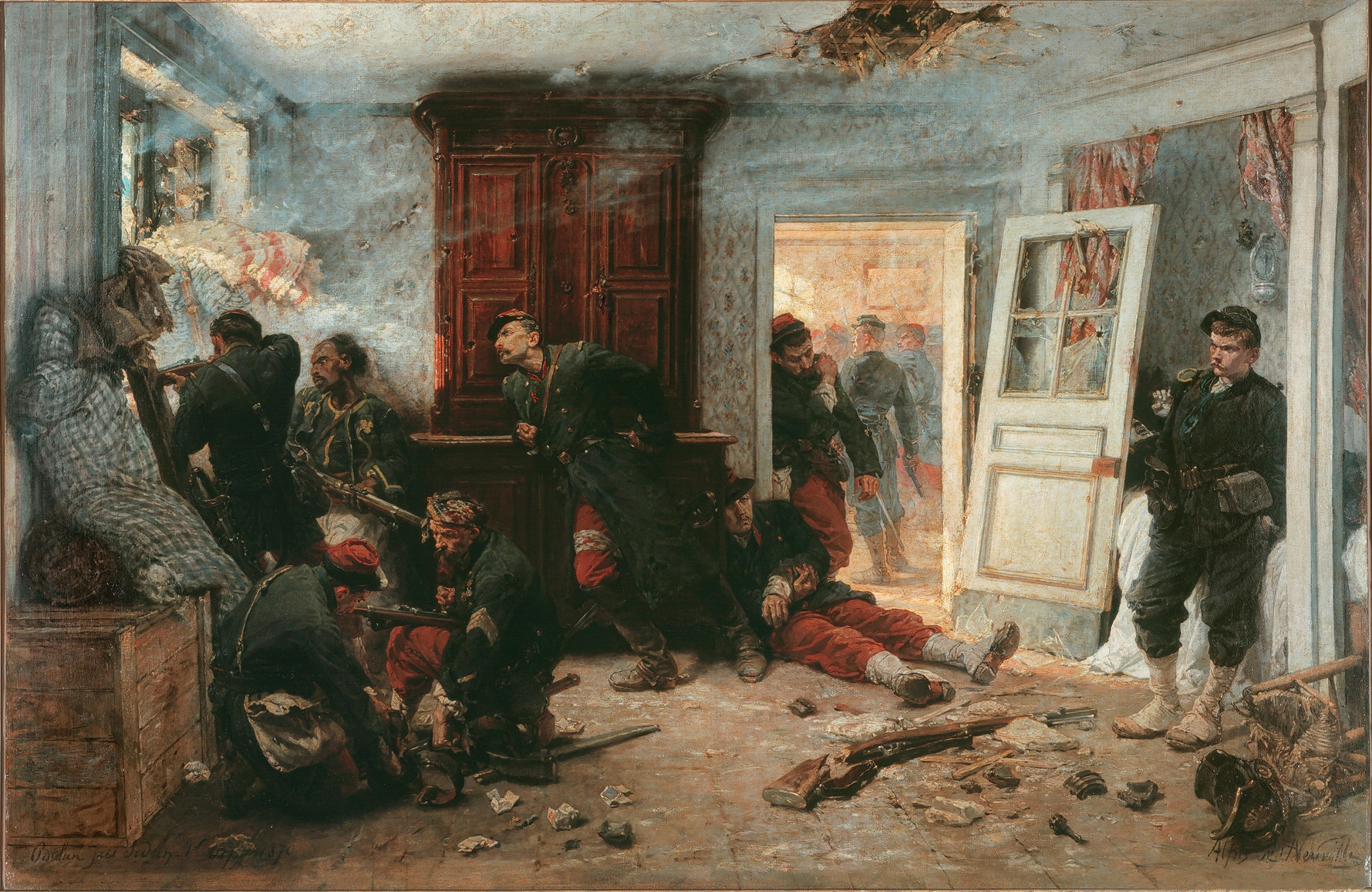
« Bazeilles : les dernières cartouches »
Tableau par Alphonse-Marie-Adolphe de Neuville.

Le 1er septembre à 4 h du matin, une partie du premier corps bavarois s'infiltre dans Bazeilles sur le flanc est du château de Sedan. Une forte résistance des troupes de marine françaises force les Bavarois à y faire pénétrer leur 1er corps tout entier. La bataille commence à tourner en faveur des Français. Ayant remplacé Mac-Mahon blessé, le général Ducrot, partisan de la retraite sur Mézières, ordonne le repli pour réorganiser les forces et se concentrer sur le flanc ouest, seule possibilité de sortir de Sedan sans trop combattre. Finalement le commandant en chef en place de Mac-Mahon, De Wimpffen, réfute la stratégie de la retraite et ordonne de réoccuper Bazeilles. Vers une heure de l’après-midi, Wimpffen donne ses ordres : contre-attaquer vigoureusement du côté de Bazeilles, en direction de Metz. Et, pour s’en donner les moyens, il prélève les réserves de Douay et de Ducrot, les obligeant à dégarnir le front nord. Cela ne va pas sans mal : des commandants, faute de cartes, se trompent de direction, des régiments hésitent à se déplacer sous les tirs d’artillerie, d’autres trouvent la route bloquée par des chariots. Les Bavarois, nettement plus nombreux et surtout appuyés par une artillerie moderne et très efficace, ont repris le village. Néanmoins les marsouins excellent dans le combat de rues : ils repoussent par deux fois les Bavarois du village. Un bataillon du 4e corps bavarois progresse jusqu'au village de Balan, coupant ainsi Bazeilles de Sedan.
Dans le village se déroulent alors des combats acharnés, maison par maison. Se battant à un contre dix, les marsouins commencent à être submergés. Ils manquent de munitions, plient sous les obus percutants et la chaleur des incendies. De nombreux civils prennent part aux combats. Désormais coupés de leurs lignes, les troupes françaises cèdent peu à peu le village qui est presque complètement détruit. Des maisons ont servi de bases de défense ; ces combats épiques et acharnés seront plus tard symbolisés par l'épisode de la résistance héroïque dans la Maison de la dernière cartouche.

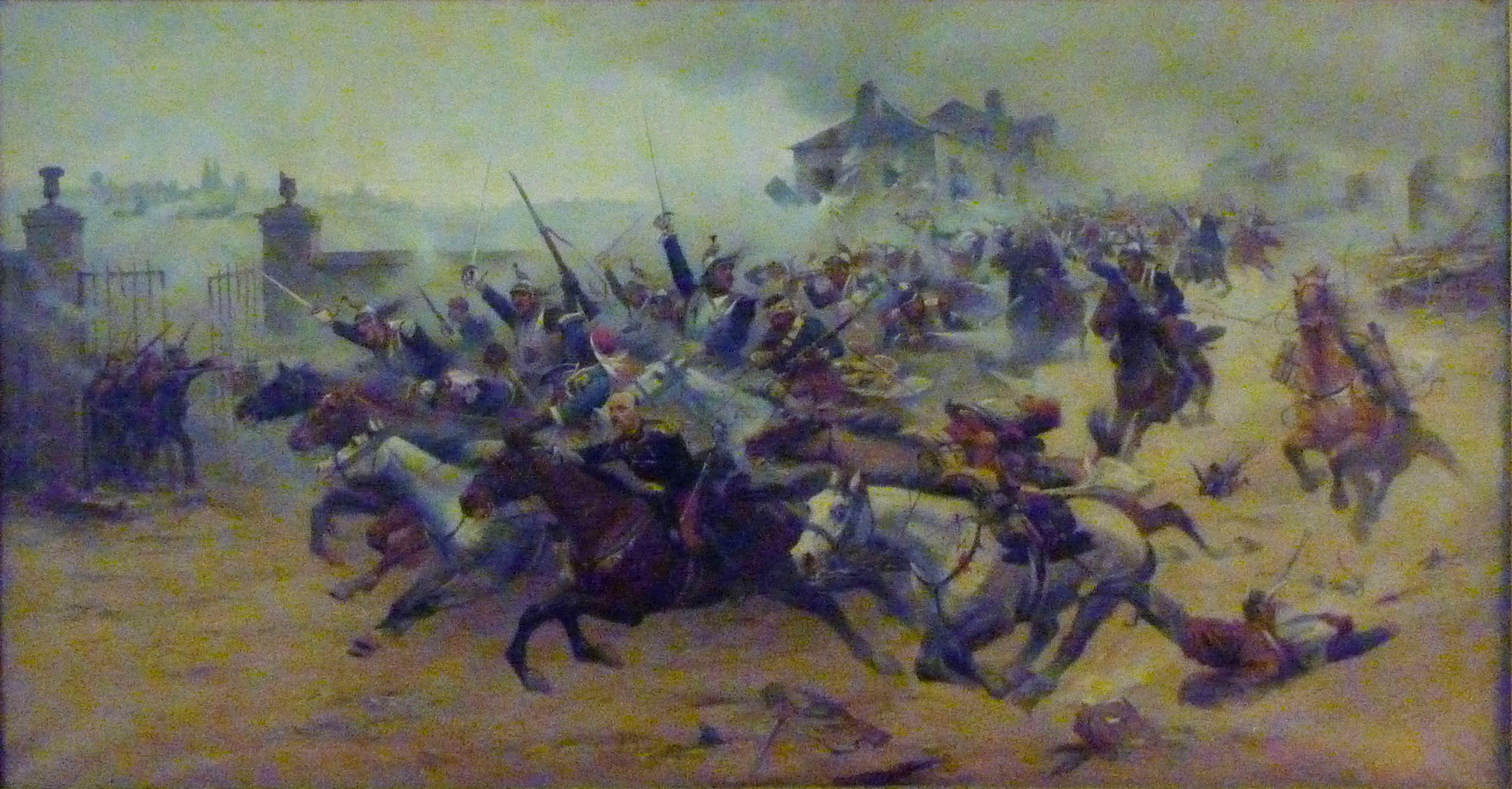
La Charge d'Alincourt, tableau de Gaston Claris (ca. 1885). Musée Fabre, Montpellier.

La bataille tourne au désastre, car l'armée prussienne du prince héritier Frédéric de Prusse traverse la Meuse à Donchery, au sud-ouest de Sedan, afin de réaliser la jonction avec les corps armées du prince Albert de Saxe venus de Beaumont après la bataille. Malgré tout, Wimpffen a réussi à avancer de quelques kilomètres lorsque, sur ses arrières, déferle une marée humaine. À deux heures, sur le plateau d'Illy, sur le flanc nord-ouest de la citadelle de Sedan, les deux armées allemandes ont effectué leur jonction : la boucle est bouclée. Non seulement l'hypothétique fuite vers Mézières ou la Belgique initiée par Ducrot avant l’arrivée intempestive de Wimpffen n’est plus possible, mais l’ennemi a enfoncé un coin entre le corps d’armée de Douay et celui de Ducrot. Privés de leurs réserves, les deux chefs de corps tentent de jeter dans la brèche, pêle-mêle, tout ce qu’ils ont pu rallier, mais en vain. Malgré quatre charges, des cavaliers du général Margueritte, aussi désespérées que courageuses, les forces françaises ne peuvent rompre l'encerclement du plateau d'Illy. Là était la seule possibilité pour l'armée française de s'échapper pour rejoindre Mézières. Le roi de Prusse observant les chasseurs d'Afrique depuis son point de vue du village de Frénois se serait exclamé : « Ah, quels braves soldats ! » (en allemand,  Ach ! Die tapferen Leute),.
Encerclée et complètement désorganisée, l'armée française reflue en désordre à l'intérieur de la ville citadelle de Sedan. Alors, de toutes parts, c’est un flot épouvanté d’hommes, de chevaux, de chariots, de canons, qui reflue vers Sedan, comme si, derrière les vieux remparts se trouvait le salut. Fantassins, cavaliers, équipages du train, voitures d’ambulance, fourgons de toute sorte se mettent à converger vers le centre de Sedan, se mêlant, s’étouffant, s’écrasant sur les ponts-levis. Les obus allemands tombent, éclatent et font des vides. En sept ou huit endroits, la ville se met à flamber. Les soldats se disputent les abris et menacent les officiers. La plupart des généraux se regroupent autour de l’Empereur à la sous-préfecture. Leurs soldats, exténués, ne sont plus en état de résister. Tous lui disent que la lutte est devenue sans espoir. Tous, sauf un, Wimpffen, toujours en train de rallier des hommes sur la route de Bazeilles. Alors Napoléon III se ressaisit. Et il est peut-être le seul à pouvoir jouer une dernière carte : rencontrer en tête-à-tête le roi Guillaume de Prusse – qu’il a reçu trois ans auparavant aux Tuileries à l’occasion de l’Exposition universelle -, tenter de le fléchir, d’arrêter l’effusion de sang et d’épargner l’honneur de ses généraux. Peut-être, en se constituant lui-même prisonnier, obtiendra-t-il un sauf-conduit pour ses troupes en France ou en Belgique après avoir déposé les armes ? Et l’Empereur donne l’ordre de hisser le drapeau blanc sur la citadelle pour demander un armistice. Le général Faure, chef d’état-major, estimant n’avoir à obéir qu’à Wimpffen, fait retirer le drapeau. L’Empereur insiste et le fait hisser à nouveau, cette fois pour de bon.

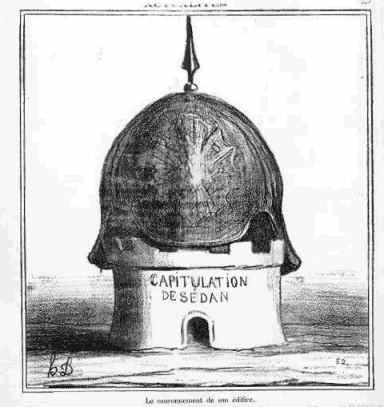
« Capitulation de Sedan »
Caricature de Daumier parue dans Le Charivari le 22 septembre 1870.

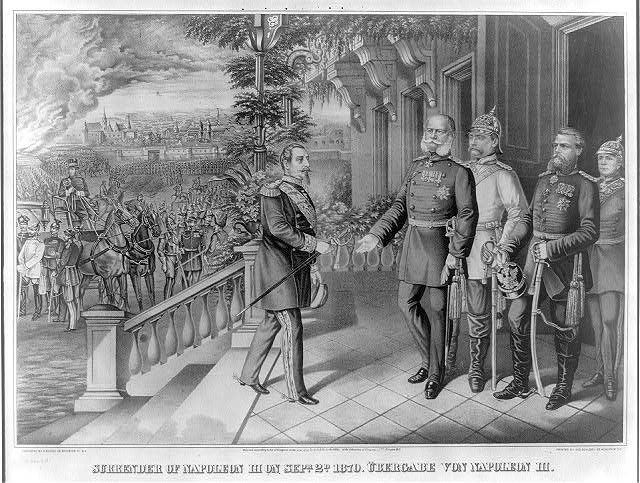
Napoléon III remettant son épée à Guillaume Ier, au château de Bellevue.
Gravure américaine anonyme de 1871.

À 16 heures 30, le roi de Prusse envoie un officier à l'entrée sud de la citadelle (porte de Torcy). Ce dernier est conduit à la sous-préfecture de Sedan et présenté, à sa grande surprise, à l'empereur, dont la présence à Sedan n'était pas connue des Allemands. Napoléon III écrit une lettre au roi de Prusse: « Monsieur mon frère, n’ayant pu mourir au milieu de mes troupes, il ne me reste qu’à remettre mon épée entre vos mains. ». À 18 heures, le général Reille remet la lettre de l'empereur à Guillaume qui se trouve toujours sur les hauteurs de Frénois. Après délibération, les vainqueurs acceptent la reddition de l'armée française et demandent à l'empereur de désigner un de ses officiers pour traiter de la capitulation. Le roi de Prusse désigne son commandant en chef von Moltke, puis se retire sur le village de Vendresse, au sud de Sedan. En début de soirée, le général de Wimpffen, plénipotentiaire désigné par l'empereur, se rend à l'état-major allemand à Donchery au sud-ouest de Sedan. Il veut négocier mais von Moltke, accompagné du chancelier Otto von Bismarck, exige une capitulation sans condition.

## La capitulation

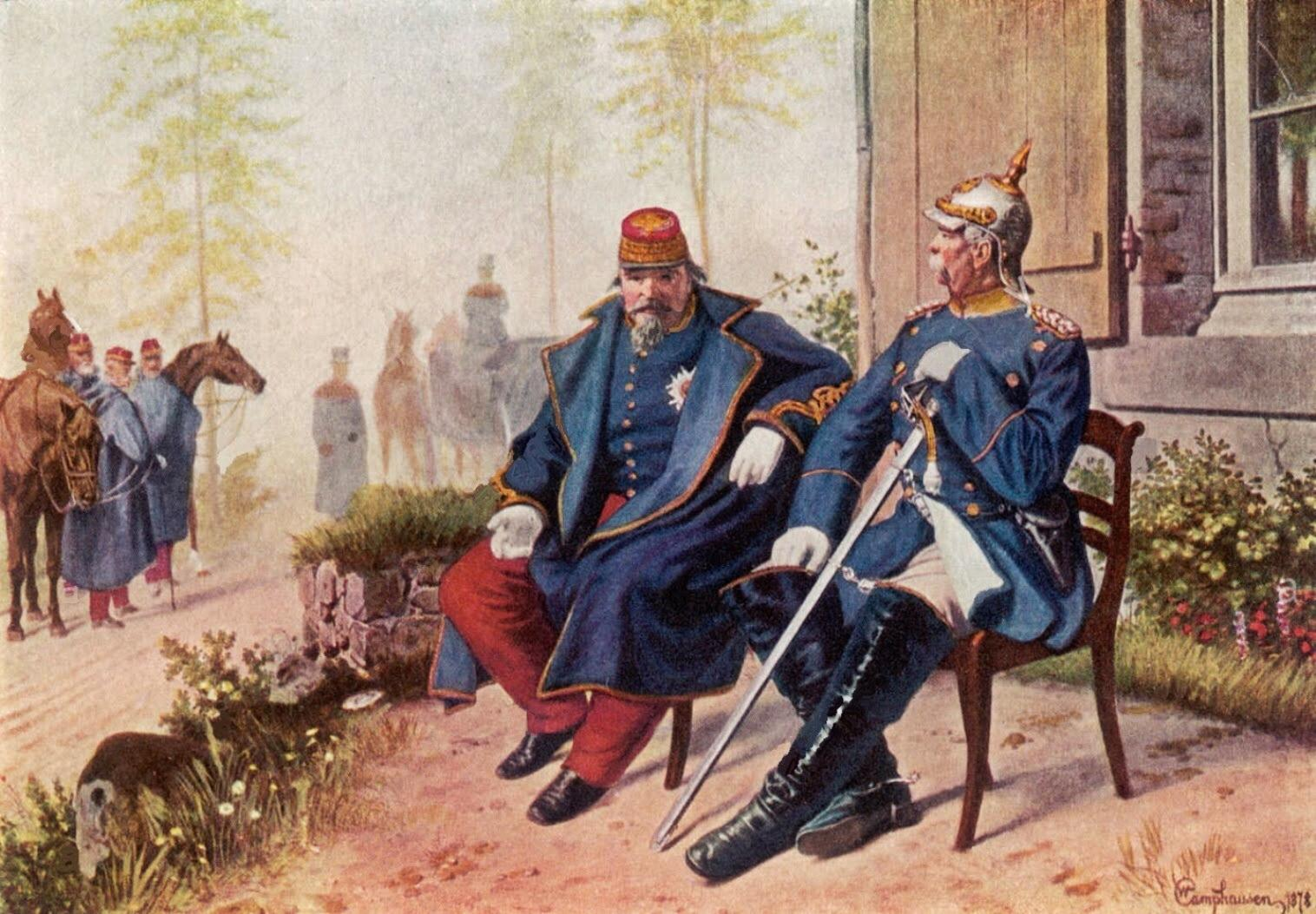
Napoléon III en conversation avec Bismarck à Donchery, le 2 septembre 1870.

Le 2 septembre, vers 8 h, l'empereur quitte Sedan, car il veut s'entretenir avec le roi de Prusse. Il se rend au bourg de Donchery, par la route impériale menant à Mézières, pensant que le roi Guillaume s'y trouve. Prévenu, Bismarck vient à sa rencontre à l'entrée du village. Une entrevue a lieu dans la maison d'un tisserand sur le bord de la route. Se doutant que l'empereur veut tenter d'adoucir les conditions de la capitulation, le ministre du roi de Prusse refuse que Napoléon III rencontre Guillaume à Vendresse. Bismarck lui indique en outre que le roi ne le verra qu'après la signature de l'acte de reddition.
À 10 h 30 du matin, l'empereur est conduit à Frénois au château de Bellevue qui domine la Meuse et la ville de Sedan. C'est en ce lieu que les généraux en chef des deux camps signent une heure plus tard l'acte de reddition de l'armée française. Le roi de Prusse n'arrive sur les lieux que dans l'après-midi. L'empereur français, qui s'est couché, se relève et l'accueille. L'entretien entre les deux dirigeants est rapide, environ un quart d'heure, et ne change rien aux conditions de capitulation. Cet acte de capitulation précise que la place forte ainsi qu'armes, munitions, matériels, chevaux et drapeaux seront remis aux vainqueurs, et que l'armée prisonnière sera conduite sur la presqu'île d'Iges, à l'ouest de Sedan. Les 83 000 officiers et soldats français rescapés seront ensuite internés en Allemagne. L’armée de Mac Mahon livre en outre les 6 000 chevaux et les 419 canons qui lui restent. Les Allemands vont pouvoir les retourner contre d’autres soldats français. Le général Wimpffen et l’empereur Napoléon III obtiennent cependant trois concessions. Les officiers qui donneront leur parole de ne plus combattre les Allemands pendant la durée de la guerre sont libérés sur parole ; ils seront 550 à profiter de l’aubaine ; ceux qui, au contraire, ne veulent pas abandonner leurs hommes conserveront armes et effets personnels. Enfin, l’Empereur sera détenu à Cassel, au château Wilhelmshöhe.

## Le camp de la misère

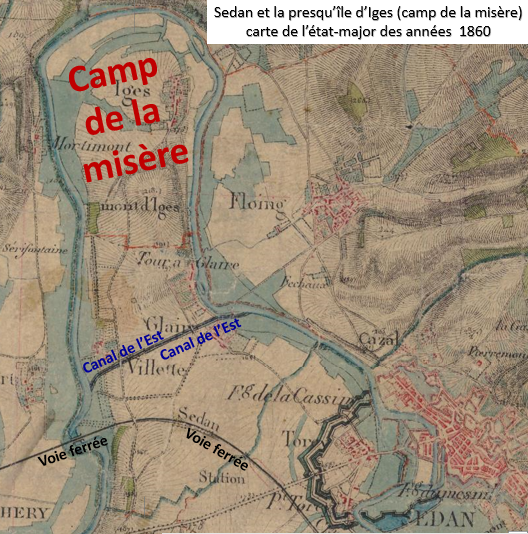
Sedan et le camp de la misère sur carte contemporaine.

Le 3 septembre, environ 80 000 hommes sont conduits sur la presqu'île d'Iges et parqués pratiquement sans abris et sans vivres. Cet endroit bordé par une boucle du fleuve Meuse et un canal, et d'une superficie de plusieurs centaines d'hectares, devient alors une véritable prison à ciel ouvert, pouvant être facilement gardé par les armées des États allemands.
Beaucoup de soldats vont mourir de faim ou de maladies, tant les conditions sont épouvantables. Selon le témoignage du général Lebrun, les militaires bavarois, durement éprouvés à Bazeilles, se distinguent par leur cruauté et les humiliations qu'ils imposent aux soldats français. Les conditions climatiques sont aussi exécrables, la pluie tombe à torrents pendant plusieurs jours et engendre un véritable bourbier qui éprouve physiquement et psychiquement les prisonniers.
Le manque de vivres est à l'origine de nombreux cas d'indiscipline et d'évasion parmi les prisonniers. Les soldats sont déguenillés, couverts de boue, ils errent par bandes à la recherche de nourriture, se disputant avec force la moindre pitance qui leur parvient. Les sentinelles allemandes postées autour de la boucle de la Meuse exhibent cyniquement leurs vivres et tirent sans pitié sur les prisonniers qui tentent de s'évader, mais beaucoup réussissent néanmoins à s'échapper et la plupart vont se réfugier en Belgique toute proche.
Aux averses, succède un soleil de plomb, la chaleur accablante n'arrange pas les conditions des prisonniers. Tous les matins jusqu'à l'évacuation de ce camp de détention improvisé, les morts se ramassent par centaines, beaucoup d'hommes tombent malades de dysenterie en buvant l'eau de la Meuse chargée de cadavres en putréfaction.
Les chevaux parqués avec les prisonniers souffrent eux aussi de la faim et sont détachés, leurs instincts grégaires les font se regrouper par bandes à la recherche du moindre brin d'herbe et de feuillages. Livrés à eux-mêmes comme les soldats, les équidés errent en hennissant et les galopades sont de véritables tempêtes équestres qui, parfois se ruent sur les endroits où se regroupent les détenus, ce qui donne à ce lieu une vision encore plus apocalyptique. Des prisonniers capturent des chevaux pour les dépecer, se servant des caissons et des chariots, voire de selles en cuir, pour faire du feu. Certains se servent de cuirasses pour ustensiles de cuisine, mais le manque de sel et l'eau impure rend la viande infecte.
Progressivement, le camp est évacué, les prisonniers sont internés en Allemagne, les blessés et les malades évacués dans les hôpitaux. Ce lieu, baptisé par la suite « camp de la misère », fait l'objet de reportages de journaux et de témoignages de prisonniers.

## Les conséquences de la bataille de Sedan
Le 4 septembre, malgré l'opposition du corps législatif et sous la pression des Parisiens en colère, Léon Gambetta annonce la déchéance de l'empereur. Un peu plus tard, à l'Hôtel de Ville, en compagnie de Jules Ferry, de Jules Favre et d'autres députés, il proclame la République. Un gouvernement de défense nationale est instauré, composé de 11 députés de Paris. Malgré le désastre de Sedan, et alors que Bazaine est enfermé dans Metz, le gouvernement refuse la défaite et reconstitue une armée, mais dès le 20 septembre Paris est assiégée. Quelques batailles victorieuses de l'armée d'Orléans viennent donner raison au gouvernement, mais Bazaine se rend, libérant des troupes allemandes qui s'ajoutent aux forces ayant vaincu à Sedan. Les Français sont définitivement battus après la fin du Siège de Paris, le 28 janvier 1871. Un armistice général est signé au château de Versailles. Guillaume est proclamé Empereur du deuxième Reich allemand. Otto von Bismarck a pu réaliser l'union des États allemands comme il le souhaitait avant les hostilités.
La défaite de Sedan a donc pour conséquence la fin d'un empire et la naissance d'une nation qui va dominer durablement l'Europe. Un traité de paix, signé à Francfort le 10 mai 1871, ampute la France de l'Alsace sauf Belfort, d'une partie de la Lorraine et des Vosges. Une somme de cinq milliards de francs or est demandée à titre de dommages de guerre. Les armées allemandes se retirent progressivement des 21 départements qu'elles occupaient au fur et à mesure des versements. En septembre 1873, les Allemands évacuent complètement le territoire après versement du solde de la dette. Ce traité engendrera un désir de revanche chez les Français, qui n'auront de cesse de vouloir récupérer les territoires perdus. Une émission de la chaîne de télévision franco-allemande Arte, le 22 novembre 2006, émit l'hypothèse que cette guerre fut la « mère » des deux guerres mondiales du XXe siècle.
La défaite de Sedan a été un révélateur. La France a certes réalisé la révolution industrielle, mais les stratèges militaires n'ont pas su intégrer les évolutions du modernisme. Trop sûrs d'eux, les officiers se reposaient sur les succès passés : Conquête de l'Algérie (guerre coloniale), Sébastopol, Solférino, Magenta. Ils n'ont pas retenu les enseignements de la victoire de la Prusse sur l'Autriche à Sadowa. Certes, les armées françaises ont enregistré quelques succès avant Sedan, mais ils ont été mal exploités. Si quelques autres suivront Sedan, la capitulation de Bazaine va permettre le déferlement allemand sur tout le nord de la France. La défaite, en précipitant le changement de régime et en plongeant le pays dans une quasi guerre civile (La Commune), conduit à prendre véritablement conscience des insuffisances : la IIIe République va réorganiser son armée, la moderniser, imposer le service militaire obligatoire et stabiliser ses institutions.
Le 2 septembre, jour de la capitulation française, devint fête nationale (jour de Sedan, « Sedantag ») dans l'Empire allemand et fut célébré jusqu'en 1918. Aujourd'hui, dans de nombreuses villes allemandes, des rues de Sedan (Sedan Strasse) rappellent cette victoire.
Au cours des deux guerres suivantes, Sedan sera encore siège de batailles : en août 1914 avec la bataille des frontières, mais surtout le 13 mai 1940, quand la Wehrmacht réussit la décisive percée de Sedan, prélude d'une défaite française encore plus humiliante. Cette ville, qui engendra la IIIe République, fut aussi 70 ans plus tard à l'origine de son agonie.

## Les conséquences pour la ville de Sedan
Outre les nombreux lieux de mémoire disséminés autour de Sedan, les conséquences vont être très importantes pour l'ancienne Principauté de Sedan, protestante et indépendante, à cette époque très prospère économiquement mais engoncée dans ses remparts.
Sur 110 hectares de superficie communale, les 14 000 à 15 000 habitants et les industries que comptait Sedan devaient se serrer sur 18 hectares. La défaite va précipiter le déclassement de la place forte. Dès le 31 mars 1871, en pleine occupation allemande, le conseil municipal fait la demande de déclassement pour permettre l'extension de la ville. Le 3 août 1875, la place forte de Sedan est déclassée par les députés au vu du rapport du maire de Sedan. Seul le château de Sedan et les casernes militaires sont conservés. L'État cède à la ville de nombreux bastions et bâtiments militaires et apporte son aide matérielle et financière. Le 27 avril 1877, le conseil municipal adopte le plan d'agrandissement et le chantier d'extension démarre. Des travaux vont être entrepris, permettant à la ville de s'étendre : démolition de bastions monumentaux, comblement de canaux, déviation du cours de la Meuse, suivi de la construction de bâtiments (lycée, gare, marché couvert), d'un pont, de l'ouverture d'avenues et de places. Les travaux se termineront sept ans plus tard. Le 18 août 1884 a lieu l'inauguration de la ville nouvelle. Un photographe, François Willème, a pris des clichés des travaux à la demande d'Auguste Philippoteaux, député-maire de Sedan, et de l'architecte Édouard Depaquit.